# ローガンエアー6780便事故
ローガンエアー6780便事故（ローガンエアー6780びんじこ）は、2014年12月15日にシェトランド諸島で発生した航空事故である。
アバディーン空港からサンバラ空港へ向かっていたローガンエアー6780便（サーブ 2000）が着陸進入中に落雷に見舞われ、その後VMOを上回る速度で急降下した。高度1,100フィート (340 m)まで降下したがパイロットは機体を立て直し、アバディーン空港へダイバートした。乗員乗客33人は全員無事だった。
ブラックボックスの記録から、パイロットは落雷によって自動操縦が解除されたと思い込んでいたが実際には解除されておらず、パイロットと自動操縦が相反する操作を行ったため機体の制御が一時的に失われた。
航空事故調査局（AAIB）はこの事故を受けて、自動操縦のシステム変更などに関する5つの安全勧告を発行した。

## 飛行の詳細

### 事故機
事故機のサーブ2000は機体記号G-LGNOとして登録されたもので、1995年3月に初飛行を行っていた。2基のロールス・ロイス AE 2100Aターボプロップエンジンを搭載しており、総飛行時間は26,672時間で25,357回の飛行サイクルを経験していた。サーブ2000は最大53人の乗客が搭乗できるターボプロップ機で、1994年に認証されてから1999年まで製造が行われた。サーブ2000におけるVMOは11,000フィート (3,400 m)以上で270ノット (500 km/h)、9,000フィート (2,700 m)以下で250ノット (460 km/h)と定められていた。飛行試験中に達した最高速度は318ノット (589 km/h)だった。
スコットランドのコミューター航空会社であるローガンエアーは2017年8月まで、イギリスのFlybeとフランチャイズ契約を結んでいた。そのため当時、事故機はFlybeの塗装が施された上で運航されていた。

### 乗員
機長は42歳の男性で、2005年からローガンエアーに雇われていた。総飛行時間は5,780時間で、サーブ340では4,640時間、サーブ2000では143時間の飛行経験があった。機長は元々サーブ340に乗務していたが2014年8月からサーブ2000へ移行していた。機長はサーブ340に乗務していた際、落雷による発電機の故障を想定した訓練を受けていた。この訓練では落雷によって発電機が故障するとともに、自動操縦が解除されるようになっていた。
副操縦士は35歳の女性で、2014年初頭からローガンエアーに雇われていた。総飛行時間は1,054時間で、サーブ340では260時間の飛行経験があった。サーブ2000の飛行資格を取得したのは2014年5月だった。

## 事故の経緯

### 離陸まで
離陸以前に機体に異常などは報告されていなかった。アバディーンの天候は良好だったが、サンバラの天候は雨、雪、雹を伴う降雨と最大60ノット (110 km/h)の強風が吹くと予報されていた。
パイロットは事故以前にアバディーン-サンバラ間を往復していた。サンバラまでの所要時間はおよそ1時間で、1,828kgの燃料で飛行は可能だったが、アバディーンで燃料補給を行った方がコストを抑えられるため、必要量よりも多い3,000kgの給油を行っていた。

### サンバラ空港への進入
6780便はサンバラ空港の滑走路27へILSで進入することを許可された。機体は2,000フィート (610 m)まで降下し、空港の東9海里地点でローカライザーを捕捉した。進入中、気象レーダーに激しい雷雨が表示されたため機長は進入復航を決定した。旋回中、雷がレドームに直撃し、機体の尾部にある補助動力装置（APU）の排気口から流れ出た。落雷の直前には球電が客室の前方に短時間現れた。この時、機長は管制官と交信を行っていたが落雷に見舞われたため中断し、機長は自身が操縦を行うと副操縦士に言い、昇降舵のトリム・タブを機首上げ位置へ動かした。この間に副操縦士はメーデーを宣言した。

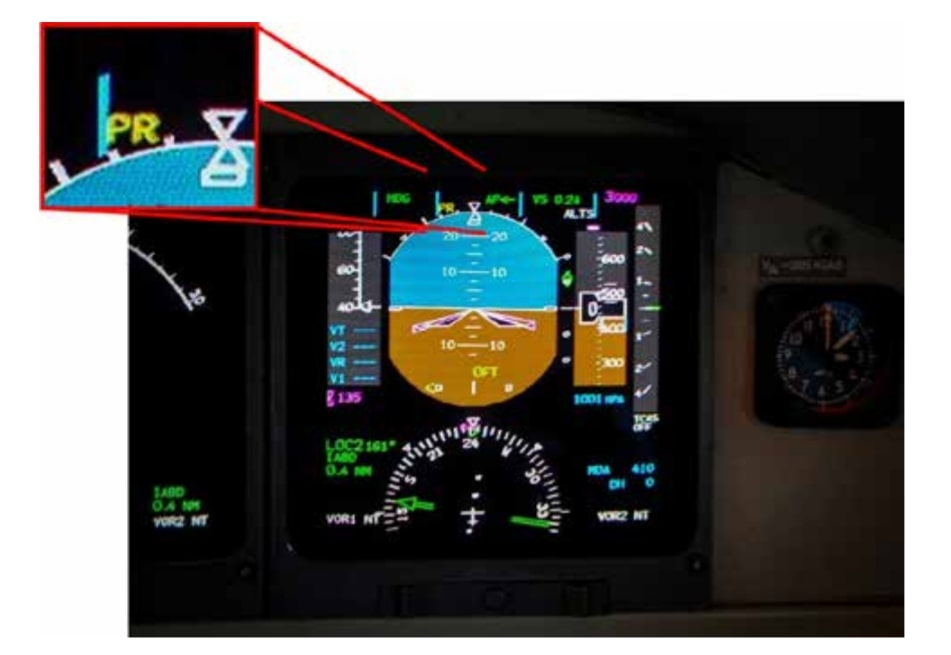
PFDに表示されるピッチトリムとロールトリムの警告

機体は上昇し始めたものの機長は反応が鈍いように感じ、副操縦士も同様に反応が鈍いように感じた。プライマリ・フライト・ディスプレイ（PFD）には自動操縦のピッチトリムとロールトリムについての警告が表示された。機長は昇降舵の緊急トリム機能を作動させるように副操縦士に指示をしたがシステムが異常を検知しなかったため、スイッチを入れても緊急トリム機能は作動しなかった。
6780便は4,000フィート (1,200 m)付近まで上昇したが、徐々に降下に転じた。機体は毎分9,500フィート (2,900 m)の降下率で急降下し始め、その最中にエア・データ・コンピュータ（ADC）の1つから無効なデータが送信されたため自動操縦が解除された。ピッチ角は-19度に達し、速度はVMOを80ノット (150 km/h)上回る330ノット (610 km/h)まで増加した。管制官はパイロットに対して高度の情報を伝え続けた。1,100フィート (340 m)付近でEGPWSの「SINK RATE」と「PULL UP」の警報が作動した。機長は操縦桿を引き続け、機体は上昇し始めた。その後、6780便は24,000フィート (7,300 m)まで上昇し、アバディーン空港へダイバートした。

## 事故調査

### 初期調査
イギリスの航空事故調査局（AAIB）が事故調査を行った。
事故機の詳細な検査が行われた。レドームの表面には損傷が見られ、内部には熱による損傷があったものの穴などは無かった。APUの排気口にも損傷が見られたが、それ以外の機体の損傷は見られなかった。昇降舵と自動操縦の制御システムの検査も行われたが異常は見られなかった。
調査から事故機がトリガード雷（triggered lightning）に見舞われていたことが判明した。トリガード雷、または上向き雷は雷雲から地表や構造物へ向かう通常の落雷とは異なり、先端が突出したものから雷雲へ向かう落雷を指す。イギリス気象庁の雷検知システムでは、19時10分20秒に事故機が遭遇したとみられる落雷が観測されていた。

### パイロットの行動
落雷に見舞われた直後、パイロットは進入復航を継続するために速度を増加させると共に、操縦桿を引いて機体を上昇させた。一方で自動操縦は2,000フィート (610 m)を維持するためピッチトリムを機首下げ位置へ動かし続けていたため、パイロットは24ポンド (11 kg)の力で操縦桿を引く必要があった。落雷に見舞われてから2分半の間、パイロットと自動操縦は相反する入力を行い続けた。機体は段階的に上昇を続け、4,000フィート (1,200 m)まで上昇した。
高度を維持するためにパイロットは80ポンド (36 kg)の力で操縦桿を引いていた。6780便は10秒程度4,000フィート (1,200 m)を維持していたが、自動操縦がピッチトリムを機首下げ位置へ動かし続けたため、機首は徐々に下がっていった。

### 意図しない急降下
最終的にピッチトリムは下限に近い9度まで動かされ、6780便は毎分1,500フィート (460 m)の降下率で降下し始めた。エンジン出力は徐々に絞られていき、アイドル状態まで動かされた。6780便が毎分4,250フィート (1,300 m)の降下率で3,600フィート (1,100 m)を通過していた際に自動操縦が解除された。
パイロットは操縦桿を引き、ピッチトリムを機首上げ位置へ動かした。EGPWSの「SINK RATE」の警報が作動し、続けて「PULL UP」の警報も作動した。降下率は増え続け、1,600フィート (490 m)で毎分9,500フィート (2,900 m)に達したものの、パイロットは機体の立て直しに成功した。AAIBは機体の立て直しがあと7秒遅ければ墜落していただろうと述べた。

### 自動操縦の動作
自動操縦は入力されていた2,000フィート (610 m)よりも機体が上昇していることを感知し、機首下げ操作を行った。機長が操縦桿を引いたり、ピッチトリムのスイッチを操作したりしても自動操縦は解除されず、機首下げ入力を続けていたために機長は機体の反応が鈍いように感じた。機長はこのことから落雷によって操縦性能が低下したと誤って認識した。その後、ADCの不具合により機首が10度下がった状態で飛行していた際に自動操縦が解除された。報告書ではもし、ADCの不具合によって自動操縦が解除されなかったとしても、自動操縦のピッチ角の下限である17度に達したときに解除されただろうとされている。

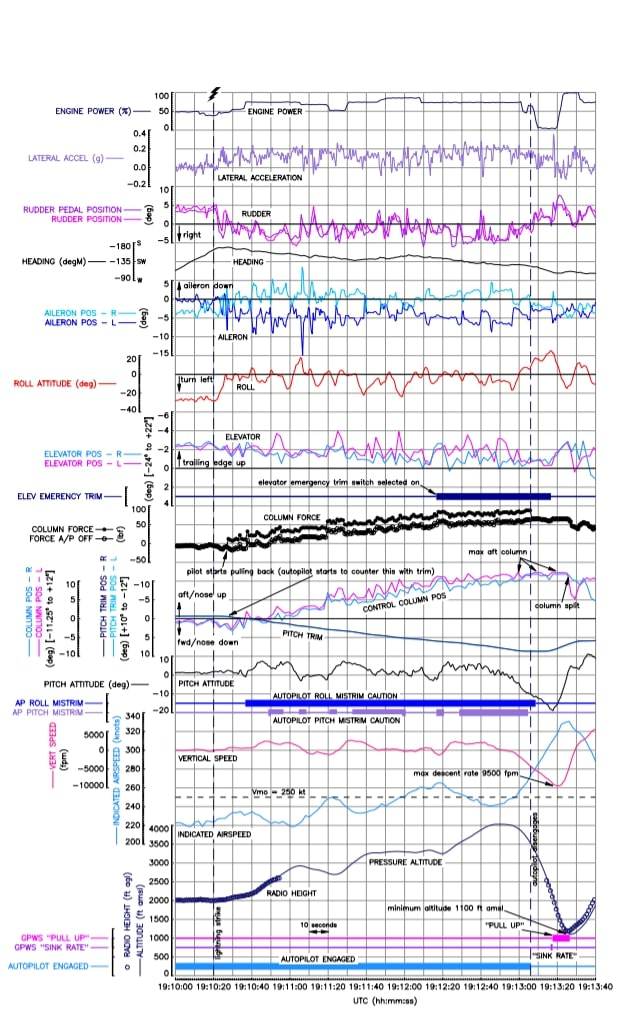
6780便のFDRデータ

フライトデータレコーダー（FDR）の記録から、フライト・コントロール・コンピューター（FCC）の1つが99ミリ秒の間、ADCからのデータを受信しなかった、あるいは無効なデータを受け取っていたことが判明した。これによって19時13分に自動操縦が解除された。事故後にADCの誤動作などが見られなかったことからADCの取り外しなどは行われなかった。

### 最終報告書
2016年9月、AAIBは最終報告書を発行し、以下のように述べた。
機長は落雷に見舞われた後、手動で機体を操縦しようとした。これは本能的な判断であり、落雷で自動操縦が解除されたという仮定に基づいていた。実際には自動操縦は解除されておらず、機長が上昇を試みている間、2,000フィート (610 m)を維持するために機首下げ入力を行い続けていた。自動操縦が相反する入力を行ったため通常よりも強い力で操縦桿を引く必要があり、機長はこれを落雷に見舞われた影響だと誤って認識した。機長は自動操縦が作動しているという表示やそれを示すトリムに関する警告を認識していなかった。これは機長が非注意性盲目に陥っていたためだと推測される。
さらに報告書は急降下について以下のように述べた。
自動操縦による機首下げ入力は機長によって行われた機首上げ入力を上回ったため機体は急降下し、降下率が毎分9,500フィート (2,900 m)に達した。その後ADCの不具合により自動操縦が解除され、機首上げ操作が機体に反映された。機体は最低高度の1,100フィート (340 m)に達する直前に上昇を開始した。
AAIBが調査した22種類の航空機のうち、サーブ2000の自動操縦にのみ、以下の3つの特性が見られた。
- 操縦桿を操作した際、昇降舵は動作するが自動操縦は解除されない。
- 操縦桿が操作された方向と反対の方向に自動操縦がトリムを動かすことが出来る。
- メイン・ピッチトリムスイッチを操作しても自動操縦は解除されない。

以前はエアバスA300とフォッカー 70、フォッカー 100の自動操縦にも同様の特性が見られたが、複数の事故を受けていずれも自動操縦の設計が見直されていた。また、サーブ340では操縦桿をパイロットが操作しても自動操縦が解除されないというサーブ2000と同様の特性があったが、ピッチトリムをパイロットが操作すると解除されるように設計されていた。
また、AAIBは高速での飛行時に操縦桿による操作よりもピッチトリムによる操作による効果の方が大きいことが事故に寄与したと結論付けた。そのため、操縦桿を限界まで引いてもパイロットは機体の機首下げを打ち消すことが出来なかった。自動操縦はピッチ角やバンク角が一定の角度を超えると自動的に解除されるように設計されていたが、速度超過を防げるようには設計されておらず、VMOを上回る速度に達しても解除されなかった。

### 驚愕反応
欧州航空安全機関（EASA）は2018年に発行した驚愕反応に関する報告書で「この事故は重要性が驚愕反応によってでは無く、その後の一連の出来事によって定義された興味深い例」であると述べた。EASAはさらに事故について以下のように記述した。
落雷に見舞われた後、機体は完全に正常な状態で、自動操縦を解除するという単純な操作を行えば通常の手動操縦を行えた。しかし驚愕反応とストレスの影響で機長は即座に操縦桿を操作してしまった。機長が即座に手動操縦を行わなかった場合、自動操縦との相反する入力が回避され、遙かに安全に飛行できた可能性があった。

### 安全勧告
AAIBは自動操縦による制御の喪失を防ぐため、EASAと連邦航空局（FAA）に対して5つの安全勧告を発行した。安全勧告ではサーブ2000を含むパート25の規則やそれと同等の規則によって認証された航空機の自動操縦の設計を見直し、パイロットが自動操縦と相反する力を加えた際に潜在的な危険を引き起こさないようすることが求められた。

## 同様の事故
上記の通り、エアバスA300とフォッカー 70、フォッカー 100では本事故と類似した事故が発生していた。
- 1994年4月26日、中華航空140便（エアバスA300）が名古屋空港への着陸進入を行っていた際に副操縦士が着陸復航モードを誤って起動したため、自動操縦は機首上げ操作を行った。一方でパイロットは進入を継続するために操縦桿を操作し、機首下げを試みた。最終的にパイロットが着陸復航を開始した際に機体は急上昇し、失速して墜落した[42]。
- 2000年11月3日、フォッカー　100がパリ＝シャルル・ド・ゴール空港への着陸進入中に11,000フィート (3,400 m)を水平飛行していた際、機体への着氷によって飛行性能が低下し、自動操縦に入力された高度から機体が降下し始めた。パイロットは操縦桿を操作し、操縦桿がほとんど動かせなくなっていることに気づいた。自動操縦は高度を維持するために機首を上げ始めたが、パイロットは水平飛行を維持するために機首下げ入力を行った。機長は機首下げを行うため、操縦桿を限界まで押すと共に客室乗務員に命じて乗客を機体前方へ移動させた。最終的にパイロットがトリムホイールを操作したため自動操縦が解除され、機体は安全に着陸した[43]。

## 映像化
- メーデー!:航空機事故の真実と真相 第19シーズン第1話「North Sea Nightmare」
- 火曜エンタ 世界が騒然!本当にあった㊙︎衝撃ファイル（テレビ東京製作）2022年3月29日放送